# Салакса
Салакса — река в России, протекает в Нижегородской области. Устье реки находится в 35 км по левому берегу реки Серёжа. Длина реки составляет 28 км, площадь бассейна — 178 км².
Исток реки в лесу Борушка на территории Ардатовского района близ границы с Сосновским районом. Исток находится в 10 км к северо-западу от посёлка Мухтолово. Река течёт на северо-запад, большая часть течения проходит по лесному массиву. Верховья лежат в Ардатовском районе, в среднем течении Салакса преодолевает небольшой участок по Сосновскому району, нижнее течение находится в Навашинском районе. В межень в верховьях пересыхает. Притоки — Ререй, Вежак (оба — левые). На берегу реки деревни Вилейка (Сосновский район), Бобровка и Салавирь (Навашинский район). Чуть ниже деревни Салавирь Салакса впадает в Серёжу. Ширина реки у устья около 10 метров.

## Данные водного реестра
По данным государственного водного реестра России относится к Окскому бассейновому округу, водохозяйственный участок реки — Тёша от истока и до устья, речной подбассейн реки — Бассейны притоков Оки от Мокши до впадения в Волгу. Речной бассейн реки — Ока.
По данным геоинформационной системы водохозяйственного районирования территории РФ, подготовленной Федеральным агентством водных ресурсов:
- Код водного объекта в государственном водном реестре — 09010300212110000030847
- Код по гидрологической изученности (ГИ) — 110003084
- Код бассейна — 09.01.03.002
- Номер тома по ГИ — 10
- Выпуск по ГИ — 0